# Edmund Fanning
Ne doit pas être confondu avec Edmund Fanning (navigateur).
Edmund Fanning (24 avril 1739 - 28 février 1818) est un homme politique britannique.

## Biographie
Il servit comme Lieutenant-gouverneur de la province de l'Île-du-Prince-Édouard entre 1786 et 1804.